# Tiki-Waka
Tiki-Waka  est un parcours de montagnes russes en métal du parc Walibi Belgium à Wavre. Son ouverture, prévue pour le début de la saison, le 31 mars 2018, a finalement lieu le 7 avril en soft-opening
L'attraction familiale se situe dans la zone Exotic World du parc. Son nom est formé par « Tiki » pour la note polynésienne de la zone dans laquelle elle se trouve, et « Waka » pour son côté fou.
Elle possède cinq voitures, pouvant embarquer chacune quatre personnes, pour un débit théorique de six cents personnes par heure. Le fournisseur est Gerstlauer, il est régulièrement engagé par la compagnie des Alpes depuis 2017, notamment pour les montagnes russes Pégase Express au parc Astérix, Tiki-Waka à Walibi Belgium, Mystic à Walibi Rhône-Alpes et Wakala à Bellewaerde.
L'attraction fait partie de la première phase du plan d'investissement de Walibi Belgium, qui s'étend de 2018 à 2023.